# Max von Rümelin
Max Friedrich Gustav von Rümelin (15 de fevereiro de 1861, Stuttgart - 22 de julho de 1931,  Tübingen) foi um jurista alemão e Chanceler da Universidade de Tubingen de 1908 a 1931.

## Família e Trabalho
Max Friedrich Gustav von Rümelin nasceu em Stuttgart, no dia 15 de fevereiro de 1861, filho do renomado político, estatístico, e professor Gustav von Rümelin e irmão do jurista Gustav Freidrich Eugen Rümelin. Foi casado com Wilhelmine Rümelin (1869-1953), filha do reitor da Universidade de Bonn, Gustav Brock Hoff (1825-96). Juntos, tiveram três filhos.
Começou sua carreira de professor dando aulas de jurisprudência, direito romano e direito de processos civis na Universidade de Halle (hoje Halle-Wittenberg), e a partir de 1895 na Universidade de Tubingen. Em 1906, tornou-se o primeiro reitor desta universidade, e entre 1907 e 1908, foi o representante da universidade no Parlamento de Wurttemburg. Posteriormente, foi Chanceler da universidade de 1908 a 1931. Em 1930 e 1931, recebeu doutorados honoris causa em teologia e em ciências políticas, respectivamente.

## Jurisprudência dos Interesses
É considerado, junto com Philipp Heck, o co-fundador e principal representante da metodologia de “Interessenjurisprudenz”(jurisprudência dos interesses), prevalente no primeiro terço do século XX (escola de Tubingen). Esta metodologia consiste do entendimento que leis e sentenças devem ser baseadas em uma avaliação dos reais interesses em jogo e não baseadas em conceitos e pré-conceitos dogmáticos e abstratos.
Em 1905, Max von Rumelin foi agraciado com a Cruz de Honra da Ordem da Coroa de Wurttemburg, título que atribuía nobreza ao indivíduo.

## Obras Destacadas
- Das Selbstkontrahiren des Selbstvertreters nach gemeinem Recht (1888);
- Der Zufall im Recht (1896);
- Das Verschulden im Straf-und Zivilrecht (1909);
- Schadenersatz ohne Verschulden (1910);
- Die Grundzüge des Privatrechts (1922)